# Trachea prasinatra
Trachea prasinatra là một loài bướm đêm trong họ Noctuidae.